# 彼得·萨那克
彼得·克里夫·萨那克（英語： FRS ，1953年12月18日—），美国南非裔数学家，自2007年起担任普林斯顿高等研究院数学学院终身教授，自2002年起接任安德魯·懷爾斯，出任普林斯顿大学尤金·希金斯数学教授，同时也是《数学年刊》编辑，以解析数论领域的研究而知名。

## 教育经历
萨那克是南非约翰内斯堡一位拉比的孙子，少时在以色列生活过三年。1975年，萨那克从金山大学获得理學學士学位，1976年获荣誉理学学士学位，1980年获史丹佛大學博士学位，博士导师为保罗·寇恩。萨那克曾与亚历山大·卢博茨基与拉尔夫·S·菲利普斯进行研究，将通过数论得出的结果应用于拉马努金图，并将其与组合数学与计算机科学联系在一起。

## 科研经历
萨那克对分析及数论作出贡献，被认为是当代的分析数论学家。研究生涯早期，萨那克证明尖点式存在，推翻了阿特勒·塞爾伯格猜想。他获取了部分稀疏图的拉马努金–彼得森猜想的已知最强界限，成为其中一位最早探索理论物理和解析数论某些问题之间联系的人。他对算术量子混沌（arithmetical quantum chaos，此为独创术语），以及随机矩阵理论与L函数零点之间的关系做出了基础贡献。他还对兰金-塞尔伯格L函数次凸性的研究解决了希尔伯特第十一问题。
职业生涯履历
- 纽约大学科朗数学科学研究所（1980–1983年：助理教授；1983年：副教授；2001–2005年教授）[來源請求]
- 史丹佛大學（1984–1987年：助理教授；1987–1991年：教授）[來源請求]
- 普林斯顿大学（1991年至今：教授；1995–1996年：H. Fine教授；1996–1999年：数学系主任；2002年至今：尤金·希金斯教授）[來源請求]
- 普林斯顿高等研究院（1999–2002年、2005–2007年：院士；2007年至今：研究员）[來源請求]

### 著作
- Sarnak, P. . Commun. Math. Phys.（英语：Commun. Math. Phys.）. 1982, 84 (3): 377–401  [2024-05-21]. Bibcode:1982CMaPh..84..377S. S2CID 123319103. doi:10.1007/bf01208483. （原始内容存档于2020-06-19）.
- Some Applications of Modular Forms, 1990
- (joint editor) Extremal Riemann Surfaces, 1997
- (joint author) Random Matrices, Frobenius Eigenvalues and Monodromy, 1998
- Peter Sarnak. . V. I. Arnold; M. Atiyah; P. Lax; B. Mazur  (编). . American Mathematical Society. 2000: 261–269. ISBN 978-0-8218-2697-3.
- (joint editor) Selected Works of Ilya Piatetski-Shapiro (Collected Works), 2000
- (joint author) Elementary Number Theory, Group Theory and Ramanujan Graphs（英语：Elementary Number Theory, Group Theory and Ramanujan Graphs）, 2003
- (joint editor) Selected Papers Volume I-Peter Lax, 2005
- (joint editor) Automorphic Forms and Applications, 2007

### 个人荣誉
- 1990年：国际数学家大会演讲人[5]
- 1998年：工业与应用数学学会乔治·波利亚奖（英语：George Pólya Prize）[來源請求]
- 1998年：国际数学家大会全体会议发言人[6]
- 2001年：奥斯特罗斯基奖（英语：Ostrowski Prize）[來源請求]
- 2002年：美国国家科学院院士[來源請求]
- 2002年：皇家学会院士[4]
- 2003年：列维·L·科南特奖（英语：Levi L. Conant Prize）[來源請求]
- 2005年：柯爾獎[來源請求]
- 2008年：美國哲學學會会士[7]
- 2010年：耶路撒冷希伯來大學荣誉博士[8]
- 2012年：莱斯特·R·福特奖（英语：Lester R. Ford Award）[9]
- 2014年：沃尔夫数学奖[10]
- 2014年：金山大学荣誉博士[來源請求]
- 2015年：芝加哥大学荣誉博士[11]
- 2018年：美國數學學會会士[12]
- 2019年：西尔维斯特奖章[13]
- 2023年：斯德哥尔摩大学荣誉博士[14]
- 2024年：邵逸夫奖数学奖[15]